# 유원 (하간왕)
하간왕 유원(河間王 劉元, ? ~ ?)은 중국 전한 후기의 황족·제후왕으로, 하간왕이다. 하간효왕 유경의 아들이다.

## 생애
아버지가 하간효왕 43년(기원전 55년)에 죽자 하간왕 자리를 계승했다. 광릉여왕과 그 태자와 중산회왕의 옛 희첩인 염등(廉等)을 희첩으로 들였는데, 감로 중(기원전 53년 ~ 기원전 50년), 기주자사 장창이 상주해 이 일을 정위에게 조사하고 염등을 체포하게 했다. 유원은 일곱 사람을 협박해 자살하게 하니, 이 때문에 유원을 주살하라는 청원이 들어왔고, 황제는 하간나라에서 두 현, 1만 1천 호를 삭감했다. 이후, 소사(小史) 유귀(留貴)에게 분노해, 유귀가 달아나자 사람을 시켜 그 어미를 죽였다. 거듭 살인죄를 지었으므로 재위 17년 만인 건소 원년(기원전 38년)에 왕위를 잃고 한중군 방릉현으로 쫓겨났으며, 하간나라는 폐지돼 군이 됐다. 거기에서도 아내 약(若)과 다투다 아내를 매로 때리고 머리를 깎게[髡] 해, 한중태수가 징치를 청했으나 마침 죽었다.